# Formación Navidad
La formación Navidad es una formación geológica localizada en el litoral de Chile central, entre las comunas de Santo Domingo, Región de Valparaíso, y Navidad, Región de O'Higgins. Se emplaza 20 km al sur de la Reserva Nacional El Yali. Fue originalmente definida por Charles Darwin en 1846, quien describió los estratos marinos neógenos del área. La edad de esta formación ha sido objeto de intenso debate, sin embargo estudios recientes señalan una edad que va del Mioceno Tardío al Plioceno Temprano, es decir unos 5 millones de años atrás. El ambiente de formación correspondería a depósitos de talud continental.

## Historia
Charles Darwin vio la formación en septiembre de 1834 durante el segundo viaje del HMS Beagle. Se convirtió en el primero en describirla en 1846 cuando publicó su libro Observaciones geológicas en América del Sur en 1846 y fue bautizada por Darwin en honor a la cercana ciudad de Navidad.

... el siguiente punto en el que desembarqué fue en Navidad, 160 millas al norte de Concepción, y 60 millas al sur de Valparaíso. Los acantilados aquí tienen aproximadamente 800 pies de altura: consisten, donde sea que pueda examinarlos, de areniscas de grano fino, amarillentas, terrosas, con vetas ferruginosas y con concreciones de arenisca dura y calcárea. [...] La piedra arenisca contiene fragmentos de madera, ya sea en estado de lignito o parcialmente silicificados, dientes de tiburón y conchas en gran abundancia ...
Charles Darwin

Las primeras descripciones fósiles de la formación Navidad fueron las de George Sowerby en Observaciones geológicas en América del Sur (1846) y de Rodolfo Amando Philippi (1887).
Gustav Steinmann redefinió la formación Navidad en 1895, luego denominada Piso Navidad, al darle una edad terciaria inferior y abarcar gran parte del centro-sur de Chile. En 1934, Juan Brüggen separó al Piso Concepción de Piso Navidad de Steinmann tras mostrar que había una discordancia entre ellos. Humberto Fuenzalida publicó una investigación sobre fósiles de la formación en 1950-1951.
Juan Tavera redujo aún más la edad de la formación en 1968 y 1979 al proponer una edad burdigaliense (Mioceno inferior) para Navidad, Lincancheo y Rapel, que eran entonces las tres subunidades de la formación Navidad. El esquema de subdivisión de 1979 de Tavera para la formación Navidad siguió siendo popular hasta que fue reemplazado en 2006 por uno nuevo.
La formación Navidad fue afectada por el tsunami del año 2010.

## Descripción
La formación Navidad se encuentra en la Cordillera de la Costa en el centro de Chile en las latitudes de 33°00 'S – 34°30' S. La formación surge de forma menos continua a lo largo de acantilados costeros que muestran exposiciones bien conservadas. Las exposiciones costeras se extienden desde las proximidades de San Antonio en el norte hasta Pupuya en el sur a lo largo de 16 km.
El sector de Navidad se caracteriza por presentar un acantilado costero que se extiende desde la desembocadura del río Rapel (en Punta Perro) hasta la playa de Matanzas. A lo largo del acantilado se pueden observar los estratos que afloran de la formación Navidad los cuales se encuentran en posición horizontal. En estos estratos se encuentra una gran abundancia de fósiles entre los cuales se destacan gastrópodos, bivalvos, braquiópodos, corales solitarios, foraminíferos, ostrácodos, dientes de tiburón, cangrejos, briozoos, hojas y troncos los cuales se encuentran principalmente en areniscas de grano fino a medio, de un color amarillento.

### Unidades morfológicas
Las principales unidades morfológicas de la formación Navidad son:
- Plataforma litoral baja: costas de playa y costas rocosas bajas, que limitan con las terrazas marinas hacia el este (Matanzas, La Vega de Pupuya y Las Brisas).
- Terrazas marinas: con aspectos de planicies, levemente inclinadas en dirección hacia el mar; propia de la Formación Navidad.
- Planicie litoral fuertemente disecadas: corresponde a la desembocadura del río Rapel.
- Terrazas fluviales: se ubican en la ribera norte y sur de la desembocadura del río Rapel, localidades de La Boca y Rapel.

## Estratigrafía y litología
La formación tiene un espesor de entre 100 a 200 metros, y descansa sobre una formación del Cretácico Superior llamada formación Punta Tocopalma y un zócalo granítico del Paleozoico. Se encuentra debajo de la formación Licancheu con la que tiene un contacto concordante. Las rocas sedimentarias que componen la formación incluyen un conglomerado basal estratigráficamente seguido de areniscas intercaladas y limolitas con ocurrencias más pequeñas de conglomerados y coquinas.
Hay más de un esquema de subdivisión para la estratigrafía de la formación. Un esquema realizado por Juan Tavera en 1979 que fue para 2005 el más utilizado compromete a tres estructuras: Navidad, Licancheo y Rapel. Un nuevo esquema propuesto en 2006 elevó las subunidades de Tavera, Licancheo (rebautizada como Licancheu) y Rapel a formaciones, dejando la nueva definición de formación Navidad como la antigua subunidad de Navidad. La razón para subdividir la formación Navidad de la de Tavera fue que las subunidades estaban separadas por discontinuidades regionales.
El estratotipo de la formación es el acantilado costero al oeste de Punta Perro. El estratipo no coincide con la descripción original de Darwin.
Los sedimentos de la formación incluyen piroxeno, anfíboles, granate, circón y otros minerales pesados. El piroxeno es el mineral pesado más común en las secciones inferiores de la formación Navidad. Se cree que parte de los sedimentos se originaron del basamento de la Cordillera de la Costa debido a las afinidades del granate con las litologías costeras. El análisis de anfíboles y piroxenos ha llevado a la conclusión de que ellos y otros sedimentos se originan en rocas volcánicas y subvolcánicas del Valle Central y la Cordillera de los Andes. En general, los tres eventos de erosión y deposición se han distinguido en la formación Navidad.

## Registro fósil
La formación Navidad contiene una gran variedad de fósiles. Entre los macrofósiles hay restos de tiburones, crustáceos y gasterópodos. Entre los microfósiles hay ostrácodos y foraminíferos; además hay fósiles de hojas y de polen. Se han identificado dientes del tiburón Odontaspis ferox en la formación.

### Crustáceos
Se han reportado casos de fósiles de los géneros de cangrejo marino Cancer, Hepatus, Pilumnus, Pinnotheres, Trichopeltarion, Callianassa, Pinnixa y Proterocarcinus en la formación Navidad, la que alberga dos de las primeras especies de cangrejos fósiles descritos en Chile: Cancer tyros y Pinnotheres promaucanus, ambos descritos por Rodolfo Amando Philippi en 1887. Cabe destacar que el espécimen tipo de Pinnotheres promaucanus se perdió en el Museo Nacional de Historia Natural de Chile.

### Moluscos
Las conchas de gasterópodos son los macrofósiles más comunes de la formación Navidad. Una gran cantidad de estos depósitos están notablemente bien conservados. La fauna fósil de moluscos de la formación Navidad es una fauna fósil notablemente similar de la misma edad que se encuentra en Perú. Algunas de las especies de gasterópodos que se encuentran en la formación Navidad son Miltha vidali, Acanthina katzi, Olivancillaria claneophila, Testallium cepa, Ficus distans, Eucrassatella ponderosa, Glycymeris ibariformis y Glycymeris colchaguensis.

### Flora
Hay registros fósiles de esporas, polen, madera, cutículas y algas de agua dulce en la formación Navidad. Las asociaciones de polen y esporas están dominadas por especies terrestres y reflejan que la flora terrestre era de afinidades Gondwana y neotropicales. En un estudio de 2011, Barreda et al. identificaron un total de 65 morfoespecies de polen y esporas. Más específicamente, estos consistían en al menos 42 angiospermas, 14 pteridofitas, siete gimnospermas y dos briófitas. Las gimnospermas dominantes son las Podocarpaceae, mientras que las angiospermas carecen de cualquier familia dominante. Se cree que el carbón vegetal que se encuentra junto con la piedra pómez indica que los incendios forestales surgidos a raíz de erupciones volcánicas eran comunes en los terrenos donde prevalecía el clima mediterráneo tanto en el Mioceno como en la actualidad.

### Pistas fósiles
En la formación de Navidad se pueden encontrar pistas fósiles representadas por los icnogéneros Zoophycos isp. y Chondrites isp..